# Farád
Farád község Győr-Moson-Sopron vármegyében, a csornai járásban. Nevének eredete a Rábaköz északi, a Hanság mocsaraival határos helyzetére utal: itt volt ugyanis a földművelésre alkalmas vidék vége (fara), amitől északra a mocsárvilág következett.

## Fekvése
Magyarország északnyugati, a Dunántúl északi részén fekszik, a Kisalföldön, ezen belül pedig a Rábaközben, Csornától 3-4 kilométerre nyugatra. Nyugati határában a Farkas-árok, északi külterületei közt pedig a Kapuvár-Bősárkány-csatorna húzódik.
Szomszédai: észak felől a Csornához tartozó Földsziget településrész, kelet felől Csorna városa, dél felől Jobaháza, nyugat felől pedig Rábatamási.

### Megközelítése
Központján keresztülhalad, annak főutcájaként, kelet-nyugati irányban a Győrt Sopronnal összekötő 85-ös főút, déli határszélén pedig elhalad az M85-ös autóút, amelynek ott csomópontja is van, így ez a két legfontosabb közúti megközelítési útvonala. Déli szomszédjával és azon keresztül Gyóróval a 8603-as út köti össze, Csornával pedig kerékpárút is összekapcsolja.
A hazai vasútvonalak közül a Győr–Sopron-vasútvonal érinti, melynek egy megállási pontja van itt; Farád megállóhely a belterület déli széle mellett helyezkedik el.

## Története
A régészek három avar kori lelőhelyet tártak fel a településen, melyek közül kettő temetkezési célokat szolgált.
Farádot okiratban először 1281-ben említették. 1359-ben már kúriája volt a helyi papnak. Középkori birtokosai az Osl nemzetségből leszármazott, illetve azokkal rokon családok, elsősorban az Ostffyak. A 15. században fontosabb birtokosok: enyingi Török Bálint, majd Dessewffy család, végül a Czikó család.
1570-ben több, mint 20 jobbágytelek lakói vesztették életüket a pestisjárvány következtében. 
1594-ben a török feldúlta a falut, amely teljesen elpusztult. A túlélők egy része az Indiai-majorba menekült. A 18. század elejétől a hanyi területek lecsapolásával egyre növekedett a művelhető terület.
A 17. század ötvenes éveiben a már korábban is birtokos Ostffyak mellett a Keszy, Nagy, Hőgyészy, Megyery és Szilvási családok szereztek birtokot a településen, majd ezt követően Nádasdy Ferenc szerzett birtokadományt, melyet később a többi birtokával együtt elkoboztak tőle. Ezen elkobzott birtokok tulajdonjogát szerezte meg később az Eszterházy-család. A kisnemesi birtokok közül sok elaprózódott, ezért gazdáik kénytelenek voltak szélnek ereszteni korábbi szolgáikat. Érdekesség, hogy a nemesek külön falurészben éltek a jobbágyoktól. 1696-ban 18 telken gazdálkodtak a falu földművesei.
Vallási szempontból evangélikus többséggel rendelkezett a település a 17. században. 1714-ben összesen 30 fő volt katolikus a településen. 1773-ban lett a falu evangélikus lelkésze Ács Mihály, aki több egyházi énekeskönyvet is írt. Miután az Eszterházy-család birtokot szerzett a településen, a katolikus vallás hívői egyre többen lettek. 1715-ben az összeírást végzők még 24 fő jobbágyot találtak a faluban, 1752-ben már 34 fő jobbágy volt.
A 18. századtól zsidók is éltek a településen, akiknek önálló kulturális életük alakult ki, melynek keretein belül imaházat és iskolát működtettek és külön temetőjük is volt. Lélekszámuk a 300 főt is elérte.
A Rákóczi-szabadságharc során itt szállásolták el a Status Regiminis állományát. A 18. század elején kezdték meg a környező területek vízrajzi rendezését, a mocsarak lecsapolását. A lecsapolt területek miatt nőtt a faluhoz tartozó szántóföldek kiterjedése.
Az 1848–49-es forradalom és szabadságharc idején 31 falubeli vett részt katonaként Klapka György seregében, míg a falubeli Ostffy István őrmester egy rábaközi század parancsnoka volt. 1876-ra megépült a vasútvonal. 1880-ban a falu negyedét tűzvész pusztította el. A település önkéntes tűzoltóegyesülete 1883-ban alakult meg.
Az első világháború során 98 farádi vesztette életét, míg a második világháború harcai során 44 fő hunyt el. A falu hősi halottainak tiszteletére emlékművet állíttattak a helyiek.
Az 1945-ben véghez vitt földosztás 260 főt juttatott földtulajdonhoz. 1949-ben termelőszövetkezet alakult, 1959-től a teljes földtulajdonosi kör birtokait a termelőszövetkezet vette birtokba. 1967-ben új  szárnnyal bővült a helyi általános iskola, 1979 óta tornaterem is tartozik hozzá.
Farádot 1979. január 1-jén Csornához csatolták, majd tizenhárom év és két hónap múlva, 1992. március 1-jén lett újra önálló önkormányzattal rendelkező község.

## Közélete

### Polgármesterei
- 1992–1994: Joódy Ákos (független)
- 1994–1998: Joódy Ákos (független)[4]
- 1998–2002: Joódy Ákos (független)[5]
- 2002–2006: Tompos Béla (független)[6]
- 2006–2010: Tompos Béla (független)[7]
- 2010–2014: Szalai Zoltán (független)[8]
- 2014–2019: Szalai Zoltán (független)[9]
- 2019–2024: Szalai Zoltán (független)[10]
- 2024– : Németh István (független)[1]

## Népesség
A település népességének változása:
| Lakosok száma | 1959 | 1931 | 1895 | 1920 | 1888 | 1889 | 1903 |
|               | 2013 | 2014 | 2015 | 2021 | 2022 | 2023 | 2024 |

A 2011-es népszámlálás során a lakosok 85,7%-a magyarnak, 1% németnek, 0,3% románnak mondta magát (14,1% nem nyilatkozott; a kettős identitások miatt a végösszeg nagyobb lehet 100%-nál). A vallási megoszlás a következő volt: római katolikus 50,4%, református 0,9%, evangélikus 17,7%, görögkatolikus 0,1%, felekezeten kívüli 2,8% (27,4% nem nyilatkozott).
2022-ben a lakosság 95,5%-a vallotta magát magyarnak, 1,3% németnek, 0,4% románnak, 0,3% cigánynak, 0,1-0,1% horvátnak, szerbnek és örménynek, 1,3% egyéb, nem hazai nemzetiségűnek (4,4% nem nyilatkozott; a kettős identitások miatt a végösszeg nagyobb lehet 100%-nál). Vallásuk szerint 42,8% volt római katolikus, 14,6% evangélikus, 1,1% református, 0,1% görög katolikus, 0,6% egyéb keresztény, 0,8% egyéb katolikus, 4,9% felekezeten kívüli (35% nem válaszolt).

## Látnivalók
A falu evangélikus temploma 1785-ben épült. Tornyát huszonegy évvel később, 1806-ban emelték. A templom berendezése egyszerű. Olaj oltárképe (Krisztus a keresztfán) Schiller József alkotása.
A római katolikus templom az evangélikushoz hasonlóan szintén 1785-ben épült. Különösen szépek a padok oldallapjain a virágos faragások. A mennyezet freskóit 1971-ben Samodai József festette.
Három temetője van. Az evangélikus temetőben (déli falurész ) régi családi kripták, a katolikus temetőben (észak keleti) a Sarlay-család kápolnájának 1855-ben épült ravatalozója található. Az izraelita temető a község északnyugati szögletében található.
A település utcáit köztéri szobrok, a világháborús, mészkőből faragott hősi emlékmű, valamint a mészkőből faragott Szent Flórián-szobor díszítik.
A volt Ostffy-kastély ma iskolaként üzemel. A klasszicista stílusú épület homlokzatán a timpanon közepét a család címere díszíti. A Sarlay-kastélya klasszicista stílusú, melynek homlokzatán Felsőbüki Nagy Sándor címere díszlik. A falu határában horgásztó van és itt található a Hanyi Csárda.

## Kulturális élete
- A község általános iskolája 2006-ban a Hanság madárvilágát kutató csornai iskolaigazgató Király Iván nevét vette fel. A neves ornitológus és helytörténész emléktábláját az iskola falán helyezték el.
- A községben működik a Farádi Pávakör énekkara.

## Jelképei
A falu címerét 1996-ban alkotta meg a képviselő-testület: a történelmi pecséteken lévő címerképek ábráit a településen nagy szerepet játszott Ostffy család címerének egyik elemével egészítették ki. (Az 1778-as pecséten három szál leveles búzakalász, felette F betű és mellette egy-egy hatágú csillag volt; ezt később ekevassal egészítették ki. A nemesség pecsétjében (1847) lefelé fordított ásó, három búzakalász és markolatos kard, később leveles gallyak voltak.) A címer csúcsos talpú, egyszer vágott, egyszer hasított felülete négy mezőre oszlik. Címertanilag jobb fölső kék háttérszínű mezőben egy ezüst ekevas látható. A bal fölső, vörös hátterű mezőben három arany búzakalász helyezkedik el. A jobb alsó vörös hátterű mezőben egy aranyszínű sasszárny található, mely egy fekete madárlábon áll. A bal alsó kék hátterű mezőben egy ezüst színű szablya  található.

## Képek

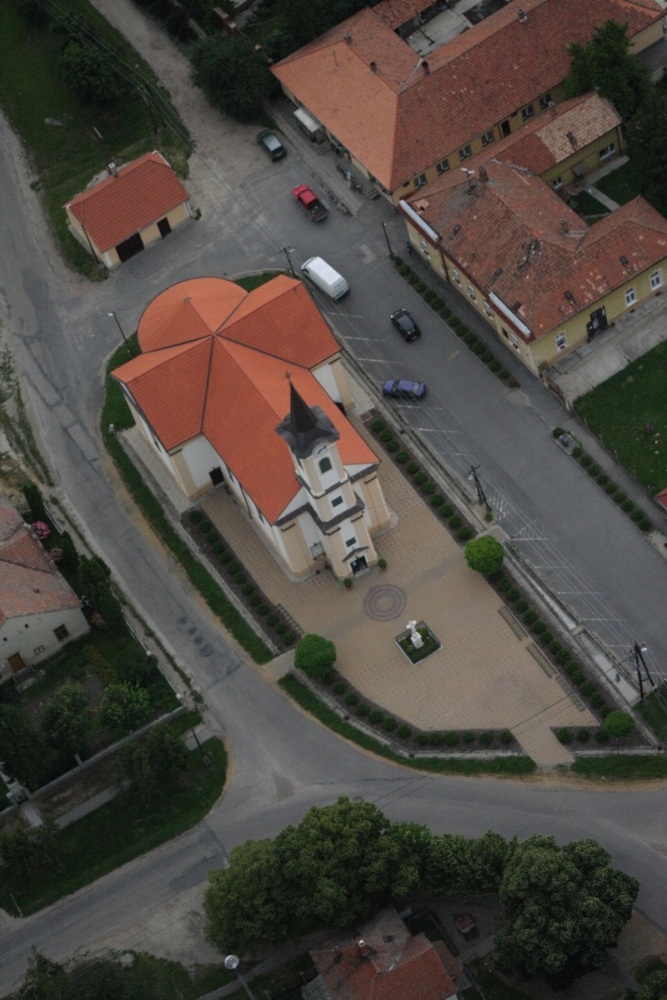
A római katolikus templom madártávlatból
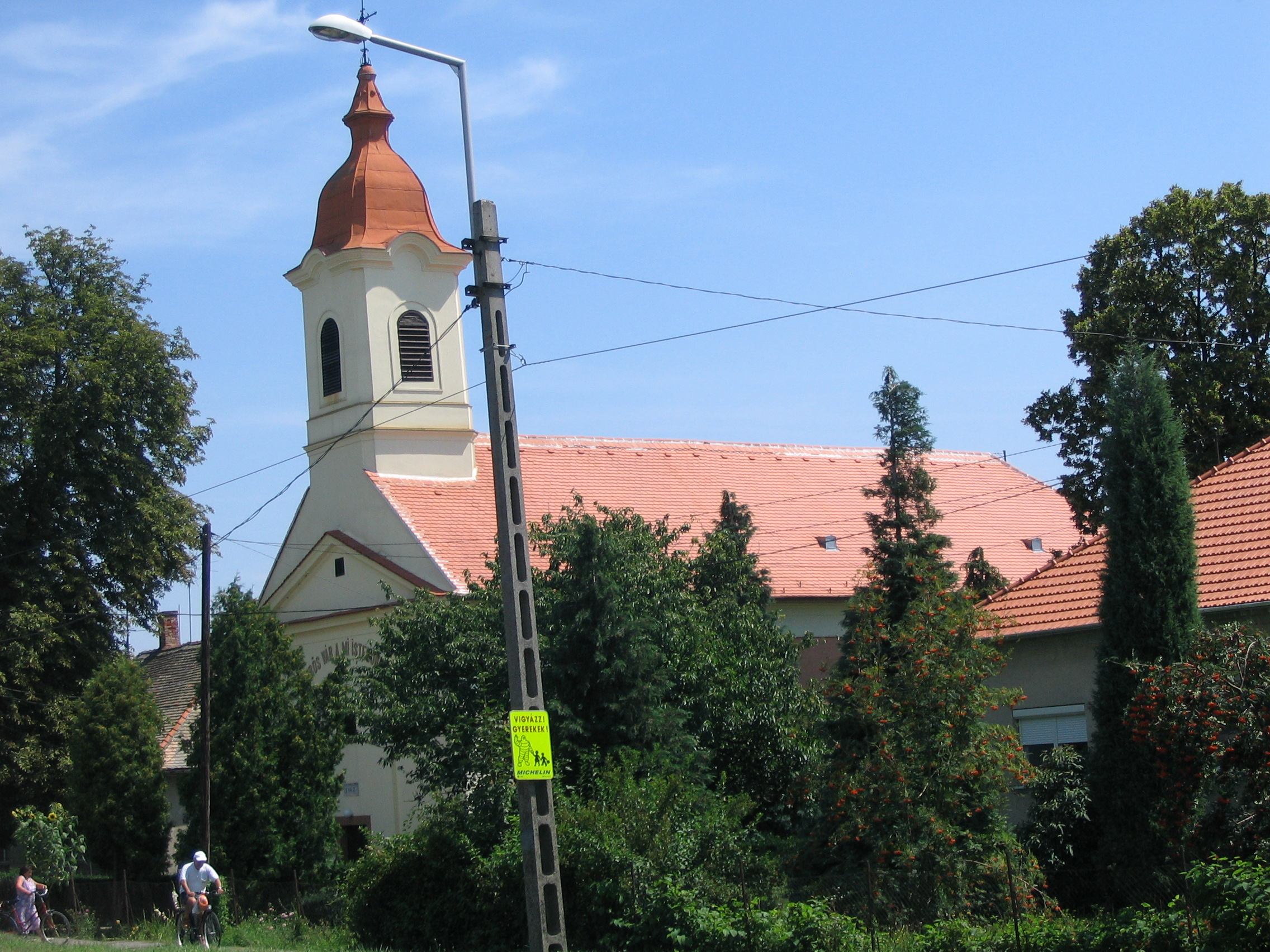
Az evangélikus templom látképe